# めっちぇん
めっちぇんは、サンミュージックプロダクションに所属していた日本のお笑いコンビ。結成は2007年2月、解散は2010年9月10日。

## メンバー
- 赤羽 奈々瀬（あかはね ななせ、1982年11月23日（42歳）[1] -）ツッコミ・ネタ作り担当

ニックネーム「なっぽ」
プロ雀士の名義は「片倉まち」
神奈川県横浜市出身、身長153.5cm。
ワタナベコメディスクール1期出身。
コントや漫才の内容によっては、眼鏡をかけたり外したりしている。
ラーメンズに憧れてお笑いを始める。過去に「ぽぽげ」というコンビで活動（2006年12月20日解散。ぽぽげの元相方・小竹愛子（ラブ子）は2007年から、ベイビー谷本とのコンビ『ラブリーミント』のメンバーとして、2008年10月頃からはピン芸人『水戸とみ』として活動）、また、ぽぽげ解散からめっちぇん結成までのわずかな間には「なっぽ」の名前でピン芸人をしていた。
学生時代は演劇部だった。
武蔵工業大学（現東京都市大学）卒業。卒業論文のテーマは『少女漫画におけるオノマトペの表現と効果』。
特技に「いろんな声色を使いわけられる」とあるように女教師、萌えメイド、タレントの卵、看護師、人妻など複数のキャラクターを演じられると自負している。
「幸薄（さちうす）顔」を自称している。また、同じく「幸薄い」ことを自称している福田ヒロ（元つーから）とユニット『幸薄ーず（さちうすーず）』を組んでライブ出演したことがあり、トークライブも行った。幸薄ーずとしてのネタには、2人とも黒ずくめの衣装で不幸話や自虐的なことを語っていくのが主である。赤羽も、R-1ぐらんぷり2009へ出場した時にはこれと同様のネタを披露していた。なお、この前回の「2008」及び「2010」で演じたものは「幸の薄い花嫁」というキャラでの一人コントだった。また、おぎたともこ（このみ）とは、「幸薄い顔」という共通点で仲良くなったという。
最近では麻雀が趣味・特技。雀荘でのアルバイト経験もある。
「顔がMEGUMIにも見える」ことを引っ提げて『博士と助手〜細かすぎて伝わらないモノマネ選手権〜』のオーディションへ行ったことがあり、ライブでも披露した。
ステージ衣装でも私服でも、ズボンを着ていることが主。
ピン芸人『なっぽ』としてのネタは、「幸の薄い花嫁」の他、昔話を官能小説風に読むもの、があった。
芸人活動休止後、『コント集団ラブ』のメンバーとして第1回公演『イグノランス』（2010年11月13日 東京・渋谷シアターD）、第2回公演『メイク』（2011年10月8日・9日 しもきた空間リバティ）にそれぞれ出演。
2012年1月28日の日本プロ麻雀協会10周年記念パーティーに上野あいみ（元すっとんきょ）とコンビ『紅孔雀』を組んで出演した。
引退後の2018年3月に古巣・サンミュージックの後輩の小林アナのtwitterにて姿を現している。
2014年に日本プロ麻雀連盟第31期プロテストに合格し、「片倉まち」名義でプロ雀士・ナレーター・MCとして活動している。同団体のプロ雀士であるケネス徳田と結婚し3児の母である。
- 菰岡 真実（こもおか まみ、1989年11月22日（35歳）[1] - ）ボケ担当

ニックネームは「コモちゃん」
千葉県印西市出身、身長162cm。AB型。
ワタナベコメディスクール2期出身。
サンミュージックの公式サイトで「菰岡真美」と表記されていたため、各媒体で「真美」と誤記されるが、正しくは「真実」。
実家は焼肉店を経営。菰岡自身も実家が2号店として開店したホルモン店の店長も務めている。
千葉県立富里高等学校卒業。
14歳の時からお笑いの活動を始める。高校1年生の春から、同い年のメンバーとコンビ『SUICA』を組み活動、2006年9月で相方は音楽の道に進むということでSUICAは解散、同月改めて、ライブで知り合っていた芸人仲間とコンビ『ニコ☆』を結成、2007年1月頃まで活動していた（なお『ニコ☆』当時の相方は、その後コンビ『フォルテシモ』→トリオ『フォルティシモ』として元すっとんきょ上野・もみと共に活動し、この後2008年8月頃からもみとのコンビ『テイクアウト』のメンバー・新田チアキとして活動）。
中学、高校生時代に陸上競技をやっており、今でも趣味に「走る事」がある。2002年には国際千葉駅伝のトラック1500mの種目に出場した。2010年も、「第29回佐倉朝日健康マラソン」（千葉県佐倉市）に出場（記録は3時間51分）。
「R-1ぐらんぷり2008」では、自分の実家のネタを披露していた。
占いが特技で、アルバイトもしていたことがある。得意とするのはタロット占い、九星易学、人相占い。現在は占い師・KOMOとして活動。
解散後2011年2月から、菰岡とウーウェイ（元中央線withyou、現・うみのいえ）、元すっとんきょ上野、中村涼子（元パルフェ）、湯川セイントセイヤ（元ミスアルプス）で元々コンビを組んでいた芸人によるトークライブ『ひとりでも出来るもん!』を『居酒屋西麻布ヒルズ』で行っている。

## 来歴
共にワタナベコメディスクール出身、専門学校東京アナウンス学院芸能バラエティ科出身。2007年2月結成。赤羽の「ぽぽげ」、菰岡の「ニコ☆」のそれぞれのコンビが解散直後だった当時の2007年2月14日の『SWEETなご褒美ライブ』で、シャッフルユニットとして二人がコントを演じ、この時に意気投合する形で、この日に結成を宣言した。めっちぇんとしての初ライブは、同年2月15日の『お笑い青田買い』。コンビ名は当時クルクルキューティクルの早房結香（現・パシンペロン）による命名で、ドイツ語で『乙女』という意味(MÄDCHEN)に由来。クルクルキューティクルというコンビ名を付ける時にお蔵入りにされたコンビ名案の一つをもらったという。
ブッチャーブラザーズの直属の弟子という関係であり、ブッチャーブラザーズを通じる形で2007年秋頃にサンミュージックプロダクション所属となる。
かつてはあんいーぶん、Mサイズとの3組でのお笑いユニット『凸凹オトメサイズ。』、一方でワタナベコメディスクール出身の女性芸人で結成された『ご褒美ガールズ』（姉御ぉゆりか、ラブ子（現・水戸とみ、赤羽の「ぽぽげ」時代の元相方）、牧野ステテコ、チェリーの果実とめっちぇんによる5組7人）のそれぞれのユニットでも活動していたこともあった。
2008年3月19日には、通っていた東京アナウンス学院校舎内において、初の単独ライブを行った。
2010年1月から、パルフェ、すっとんきょとの3組でのトークライブを、東京都中野区の「Y's PaPa」で行っていた。
2010年9月に解散を発表。ネタ披露での最後のライブは同年9月8日の『アポロンシアター』（東京都新宿区・ネイキッドロフト）で、翌9月9日の「居酒屋西麻布ヒルズ」でのトークライブ出演が最後となった。解散後は、赤羽はピン芸人「なっぽ」として活動していたが、2011年1月17日のモラリスト単独ライブ『ネクロフィリア』（下落合TACCS1179）出演を最後に芸人活動を休止。

## 芸風
自己紹介後『めちゃめちゃめっちぇんです!』で始まり、最後には『チュッス!』（ドイツ語で『じゃあね』という意味）で締めるのが、漫才のスタイルでは通例となっていたが、2009年に入ってからは、あいさつなど出方を変えている。菰岡のハイテンションなボケ振りと赤羽の冷静またはきついツッコミや、菰岡の一人芝居に突っ込むという芸を見せることもあり、赤羽のテンションが高くなることも時々ある。赤羽の顔のことを「幸薄顔」または田嶋陽子と形容してネタ中に入れることもある。
コントにおいては、最初と最後のあいさつを省いている。コントのテーマには、「昼メロ風コント 真珠姉妹」のネタなどがある。ネタによっては、宇宙人などのキャラクターが出てくる場合もある。衣装は赤羽が黒が多いのに対し、菰岡は派手な色の服が多い。

## 持ちネタ
漫才のネタには「子供のころのの歌」「幼稚園の先生になりたい」「妊娠したい」「クイズ番組のMC」「親切なことがしたい」など。菰岡のギャグには「拳で膝小僧をバイオレ〜ンス」、（赤羽のストレートの髪形を見て）「よっ、ソバージュ!」、（赤羽の黒の衣装を見て）「よっ、喪服!」などがあった。

## 出演

### テレビ
- 超サンミュージック（GyaOジョッキー、第22回）
- 内村さまぁ〜ず（ミランカ、第33回）
- モバタレGREAT（日本テレビ） - 「タレタマ」のメンバー。
- ロンドンハーツ（テレビ朝日） - 2008年8月19日放送『女芸能人やっちまったな〜私服コレクション』出演
- みんな大好き!アイドル人民共和国（EZチャンネル） - 赤羽のみ「総理」役で、主に声のみの出演
- ダベり場(GyaO、#13~16、菰岡のみ)
- 伊集院光のしんばんぐみ（日本BS放送）- 菰岡のみ第1回と第2回に出演
- ワッチミー!TV×TV（BSフジ）- 2008年6月9日・9月22日「笑劇場」
- 帰ってこさせられた33分探偵（フジテレビ） - 第12話（2009年4月11日）
- 7万人探偵ニトベ（BS朝日）- episode 3「ダンディ坂野殺人事件」（2009年5月8日）
- オトメン（乙男）（フジテレビ） - 赤羽は2年A組の生徒役でレギュラー出演、菰岡は第4話（2009年8月22日放送）に出演。

以降、めっちぇん解散後の出演
- 人生が変わる1分間の深イイ話（日本テレビ）- 2013年6月3日、菰岡が「占い師・KOMO」として出演。
- ネクストブレイク『女優カメレオン』（日本テレビ）- 2016年3月11日、KOMO（菰岡）出演

### ラジオ
- WONDERFUL WORLD（TOKYO FM、2008年6月19日）
- GO!モバRadio!!（エフエム長崎）- 2010年4月、6月